# Домкино (Владимирская область)
Домкино — упразднённая деревня в Александровском районе Владимирской области России.

## География
Урочище находится в северо-западной части области, в зоне хвойно-широколиственных лесов, к югу от автодороги 17Н-12, на расстоянии примерно 11 километров (по прямой) к северо-западу от города Александрова, административного центра района. Абсолютная высота — 211 метров над уровнем моря.

### Климат
Климат характеризуется как умеренно континентальный, с умеренно тёплым летом, холодной зимой, короткой весной и облачной, часто дождливой осенью. Среднегодовая температура воздуха — +3,4 °C. Годовое количество атмосферных осадков — 549 миллиметров, из которых большая часть выпадает в тёплый период.

## История
В «Списке населенных мест Владимирской губернии по сведениям 1859 года» населённый пункт упомянут как владельческая деревня Александровского уезда, расположенная при колодцах, в 15 верстах от уездного города. В деревне насчитывалось 15 дворов и проживало 148 человек (80 мужчин и 68 женщин).
По состоянию на 1905 год, в Домкине имелось 19 дворов и проживало 182 человека. В административном отношении деревня входила в состав Тирибревской волости.
В советское время входила в состав Краснопламенского сельсовета Александровского района. Упразднена решением облисполкома № 586 от 11 июня 1979 года как фактически не существующая.